# Сборная Фиджи по регби
Сборная Фиджи по регби (англ. Fiji national rugby union team) представляет страну в международных матчах и турнирах по регби-15. Относится World Rugby к сборным хай-перфоманс, то есть наиболее сильным командам мира. Домашние матчи проводит на «Национальном стадионе АНЗ», способном вместить около 15 тысяч зрителей.
Сборная Фиджи регулярно участвует в самом престижном международном регбийном турнире — чемпионате мира. Команда не сумела квалифицироваться лишь на розыгрыш 1995 года. Первых своих успехов фиджийцы добились в 1987 году, когда сумела пройти в четвертьфинал состязания. Спустя 20 лет сборная повторила своё достижение — команда обыграла валлийцев со счётом 38:34 и вновь завоевала место в плей-офф. Таким образом, сборная Фиджи пробилась в восьмёрку сильнейших сборных мира. Тогда же фиджийцы уступили будущим чемпионам, ЮАР, со счётом 37:20. Каждый год команда вместе с самоанцами и тонганцами борется за Кубок тихоокеанских наций; сборная Фиджи одерживала победу в турнире трижды в 2013, 2015 и 2016 годах.
Фиджи является одним из немногих государств, где регби-15 считается национальным видом спорта. В стране насчитывается более 120 тысяч зарегистрированных игроков при общей численности населения в 950 тысяч. Команда традиционно играет в чёрно-белой форме, а её официальное прозвище — «Летучие фиджийцы». С 1939 года перед каждым матчем игроки исполняют боевой танец зимби.

## История

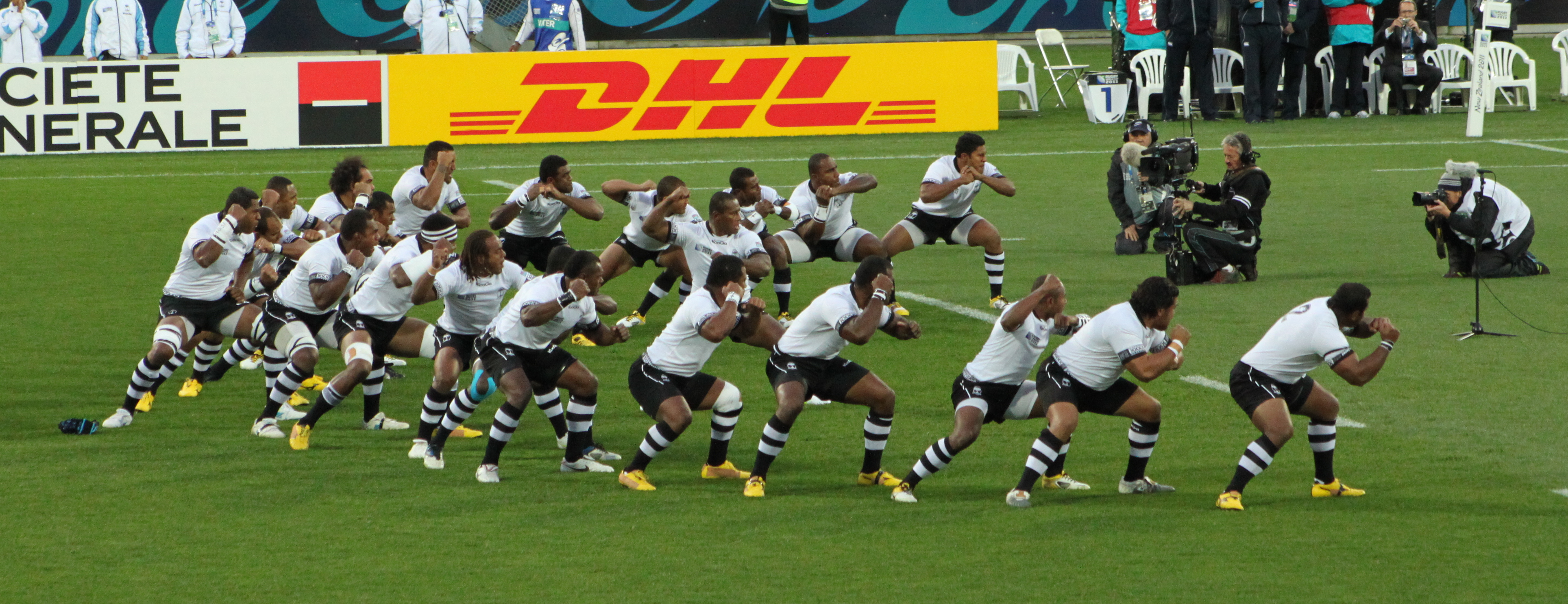
Танец зимби в исполнении сборной Фиджи на чемпионате мира 2011 перед игрой против ЮАР

### Ранние годы
Первый матч по регби состоялся в 1884 году с участием английских солдат и местных полицейских в местечке Ба на острове Вити-Леву. В 1913 году был учреждён союз регби для европейских поселенцев. В том же году в декабре месяце по предложению регбийного союза на острова прибыла команда Новой Зеландии, которая провела товарищеский матч против фиджийских колонистов-англичан. Новозеландцы уверенно выиграли 67:3 (первую попытку занёс играющий тренер сборной Пи-Джей Шиэн). В 1914 году был учреждён внутренний чемпионат, в 1915 году Национальный союз Фиджи был преобразован в Фиджийский регбийный союз.

### Межвоенные годы
Первая официальная встреча состоялась 18 августа 1924 против сборной Западного Самоа в городе Апия. Фиджийцы собрали команду из 20 человек, игравших в 5 клубах. Матч состоялся в 7:00 утра, чтобы позволить фиджийцам и посмотреть матч, и успеть на работу. Поле было импровизированным: на центральной линии стояло большое дерево. Фиджийцы, вышедшие на поле в чёрной форме, играли босиком, но победили 6:0. В ответной встрече команда Самоа праздновала победу 9:3 и сравняла счёт в серии.
Следующим шагом стал девятиматчевый тур по островам Тонга с участием тест-команды Фиджи. Фиджийцы уступили в первом матче в Нуку’алофа со счётом 6:9, но затем выиграли 14:3, свели третий матч к нулевой ничье и выиграли оставшиеся шесть игр. В 1926 году на Фиджи приехала команда Оклендского университетского колледжа «Киви», которая сыграла три матча против фиджийцев: одна победа осталась на стороне островитян, одна на стороне студентов и ещё одна ничья была зафиксирована. В том же году сборная Фиджи провела трёхдневную серию игр против команды Тонга. Именно к этому моменту относится первое упоминание традиционной формы сборной Фиджи по регби: белые футболки с эмблемой чёрной пальмы и чёрные шорты. В первой встрече тонганцы выиграли 9:6, во второй фиджийцы одержали победу 14:3, в третьей была зафиксирована нулевая ничья.
В 1927 году было проведено генеральное совещание по вопросу о путешествии в Новую Зеландию по приглашению Оклендского университета. Около 30 человек выразили желание принять участие в турне, однако после приготовлений выяснилось, что большинство игроков заняты и не готовы к путешествию, поэтому турне было отменено. С 1924 по 1938 годы единственным противником сборной Фиджи была команда Тонга, против которой фиджийцы играли по три тест-матча ежегодно. Игры проходили в жёстких условиях, нередко на поле игроки вели себя как на войне, нарушая правила, устраивая драки и срывая игры. Так, в 1928 году один из матчей остался недоигранным, поскольку тонганцы уступали 8:11.
В 1938 году команда новозеландских маори нанесла визит фиджийцам: тогда же впервые в истории фиджийцы вышли на поединок в обуви, однако они по старой привычке в ходе матча снимали обувь и выбрасывали её на поле. В пятиматчевой серии команда маори сначала расправилась со второй сборной Фиджи и сборной европейских колонистов. Затем в бой вступила основная команда Фиджи: первая встреча маори с ними завершилась ничьей 3:3, во второй фиджийцы праздновали успех 11:5, а в третьем матче маори выиграли 6:3 и оставили серию за собой.
В 1939 году сборная Фиджи наконец-то совершила путешествие в Новую Зеландию. Тогда же по инициативе капитана сборной сэра Джорджа Какобау команда исполнила ритуальный танец как ответ новозеландскому танцу «хака». За помощью Какобау обратился к Рату Бола, вождю клана Навусарадаве в местечке Бау, который обучил фиджийцев танцу зимби. Фиджийцы, вдохновлённые этим танцем и продолжившие играть босиком, в восьми матчах не потерпели ни одного поражения, сведя всего одну встречу вничью и одолев команду маори 14:4.

### После Второй мировой
После перерыва, вызванного Второй мировой войной, в 1951 году команда Фиджи наведалась снова в Новую Зеландию и обыграла команду маори 21:14. В 1952 году фиджийцы приехали в Австралию, чем очень сильно помогли Австралийскому регбийному союзу избежать банкротства. В серии из двух матчей была зафиксирована ничья: в первом матче Австралия победила 15:9, а во втором Фиджи победили 17:15. В 1954 году фиджийцы снова приехали на «зелёный континент», и снова в двухматчевой серии была зафиксирована ничья (победа Австралии 22:19 и победа Фиджи 18:16). В том же году фиджийцы сыграли с командой Западного Самоа. В 1957 году сборная Фиджи едет в Новую Зеландию, одерживая три победы (две над Маори со счетами 36:13 и 17:8 и ещё одна над сборной Окленда со счётом 38:17).
В 1964 году фиджийцам открывается мир европейского регби: пять матчей были сыграны в Уэльсе, которые запомнились болельщикам на долгие годы. В одном из таких матчей Уэльс выиграл 28:22, однако умудрился прозевать шесть попыток со стороны фиджийцев. В 1970 году сборная Фиджи играет против английского клуба «Барберианс» и громит его со счётом 29:9 в Госфорте. В 1974 году в Суве сборная Новой Зеландии только на последней минуте побеждает островитян 14:13.
В августе 1977 года острова Фиджи посетила команда «Британские и ирландские львы», возвращаясь после турне по Новой Зеландии. Островитяне сыграли с ними матч в Суве на Бакхёрст-Парк и выиграли 25:21. В 1982 году островитяне побеждают сборную Ванкувера и начинают 15-матчевую победную серию, которая прервалась лишь в 1984 году.

### Наши дни
Первый полноценный тестовый матч был сыгран в 1985 году в Кардиффе против сборной Уэльса, и здесь фиджийцам уже не улыбалась удача: две попытки Фила Дэвиса гарантировали «драконам» победу 40:3. В матчах с командами Лланелли и Кардиффа островитяне также проиграли. Более-менее достойно они сыграли против Ирландии, уступив с разницей в одно очко. Через год сборная Уэльса приехала в Суву для тест-матча. Капитан сборной Фиджи Дэй Пикеринг не сумел выйти на поле, получив перед игрой сотрясение головного мозга, и его заменил Ричард Мориарти. Островитяне резво начали матч, поведя 13:0, однако Уэльс спохватился и вырвал победу со счётом 22:15.
В 1987 году сборная Фиджи дебютировала на чемпионатах мира, выйдя в четвертьфинал. В групповом этапе фиджийцы были разбиты наголову новозеландцами, однако отыгрались на команде Аргентины и вышли в плей-офф, несмотря на проигрыш Италии. В четвертьфинале их победили французы, вышедшие в финал турнира и проигравшие Новой Зеландии.
В 1991 году фиджийцы потерпели сокрушительное поражение, проиграв в группе все три матча. С этого момента команда попала в серьёзный кризис: в 1994 году ослабленная сборная Уэльса разбила островитян 23:8, несмотря на отвратительные условия матча. В 1995 году Фиджи пропустили чемпионат мира, умудрившись проиграть командам Тонга и Западного Самоа, а во время турне по Уэльсу и Ирландии проиграли шесть из девяти матчей (достойно они смотрелись разве что в поединке со сборной Уэльса, которой уступили 15:19).
К чемпионату мира 1999 года фиджийцы подошли более подготовленными благодаря жёсткой дисциплине, внедрённой тренером Брэдом Джонстоуном. В групповом этапе они победили легко команды Канады и Намибии, а вот в матче с Францией их ждала неудача, обусловленная не столько плохой игрой, сколько отвратительным судейством ирландца Падди О’Брайана. В четвертьфинале фиджийцы проиграли со счётом 24:45 англичанам, и после чемпионата мира Джонстоун покинул сборную, переехав в Италию.
В 2001 году команда Фиджи выиграла Тихоокеанский чемпионат по регби, обыграв в Токио в финальной встрече команду Самоа со счётом 28:17. В ноябре 2002 года фиджийцы снова встретились с Уэльсом и были разбиты 14:58, поскольку не сумели сдержать одну из главных звёзд валлийцев — Стивена Джонса, который набрал 21 очко благодаря точным ударам ногами и оформил ещё две попытки. Параллельно с этим Фиджи начали кампанию по борьбе за место на чемпионате мира 2003 года: в круговом двухраундовом турнире фиджийцы сначала обыграли сборные Тонга и Самоа, однако затем проиграли в ответной встрече сборной Самоа. По регламенту для выхода в финальную часть фиджийцам надо было выигрывать у Тонга с разницей не менее чем 20 очков, чего они и добились, завершив свою кампанию победой в Нади со счётом 47:20. В финальной пульке фиджийцы выступили не столь успешно: обескураживающее начало в лице поражения от Франции 18:61, казалось, не выбило островитян из колеи, и они сначала в напряжённой схватке сломили сопротивление сборной США 19:18 и раздавили команду Японии 41:13. Однако в решающем матче против Шотландии островитян ждало поражение 20:22 и третье место в группе как итог.
Команда Фиджи снова оказалась в критической ситуации: хотя она традиционно считалась на тот момент сильнейшей сборной из малых стран Тихого океана, её разбивали и новозеландские маори (29:27), и основная сборная Новой Зеландии (91:0). Кульминацией начавшегося кошмара стала дисквалификация сразу пяти регбистов, которых обнаружили пьяными в одном из японских баров в июле 2006 года. 2007 год также начинался для сборной неудачно: островитян разбивали и Тонга, и Самоа, и Австралия, и молодёжная команда Новой Зеландии. Единичными успехами перед началом чемпионата мира стали только победа над Японией и ничья против второй сборной Австралии.

### Чемпионат мира по регби 2007

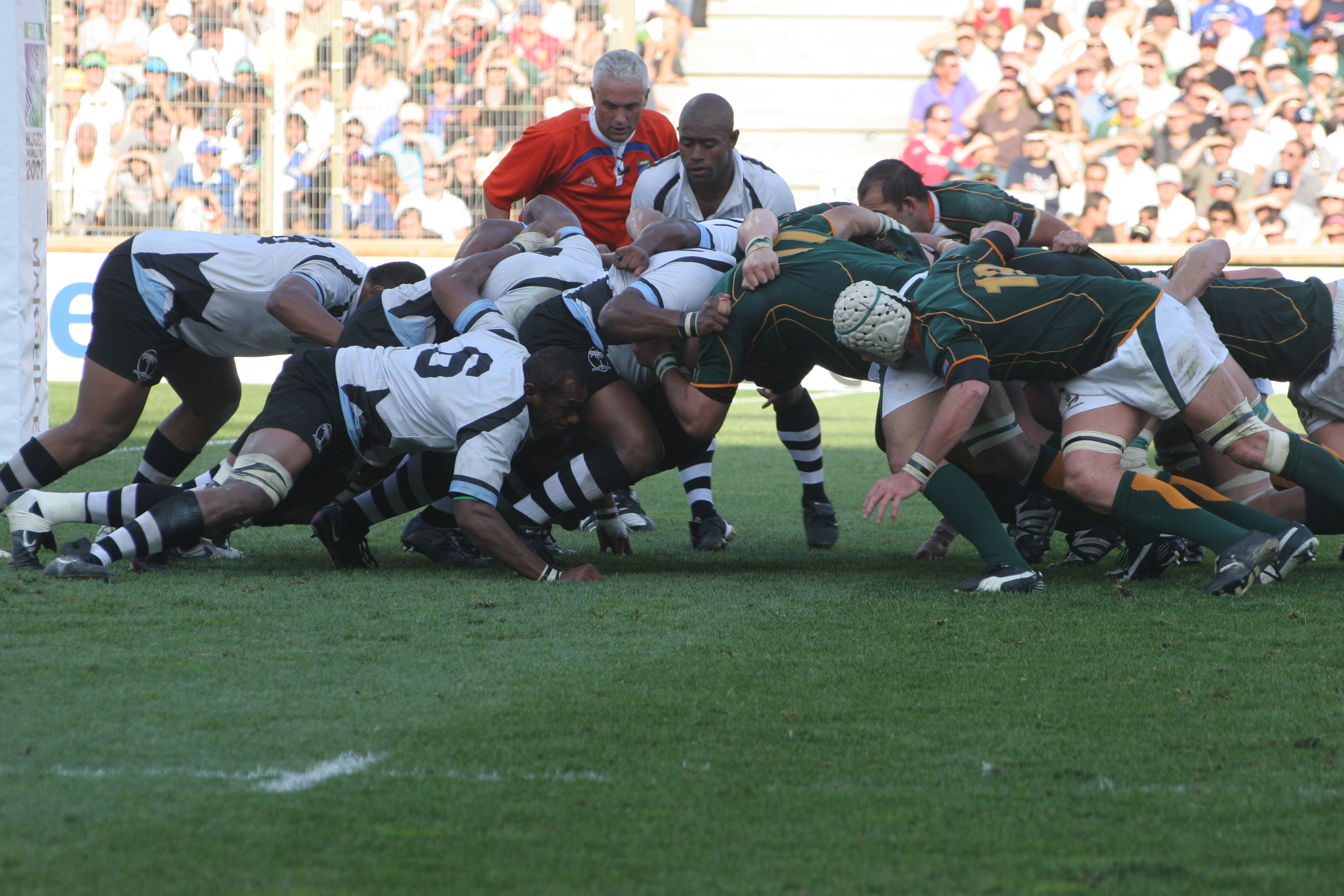
Матч сборных Фиджи и ЮАР

Фиджийцы на чемпионате мира 2007 года попали в группу B к командам Уэльса, Канады, Японии и Австралии. Япония и Канада не составили конкуренции фиджийцам, а вот перед игрой с Австралией островитяне лишились ряда игроков и потерпели неудачу 12:55. Матч против Уэльса должен был определить, сумеют ли островитяне снова попасть в плей-офф. В упорнейшей схватке островитяне вырвали победу 38:34 и вышли в четвертьфинал — эта игра, по мнению бывшего игрока австралийской сборной Майкла Лина, вошла в число легендарных матчей регби всех времён.
Радость от выхода в плей-офф была омрачена проигрышем сборной ЮАР (будущему чемпиону) в четвертьфинале, однако фиджийцы благодаря своей игре вышли на 9-е место в рейтинге регбийных сборных, что стало рекордом для них. Основными творцами такого успеха стали австралийские тренеры Шэннон Фрэйзер и Грегг Мамм.

### Чемпионат мира по регби 2011
На чемпионате мира 2011 года фиджийцы попали в группу D, где пропустили вперёд команды ЮАР, Уэльса и Самоа, заняв 4-е место и обыграв лишь Намибию (лучшим бомбардиром команды с 22 очками стал Серемайя Баи). Результат привёл к тому, что сборной Фиджи пришлось снова пробиваться на чемпионат мира, играя стыковой матч со сборной Островов Кука.

### Чемпионат мира по регби 2015
Сборная Фиджи успешно прошла квалификацию на чемпионат мира и попала в группу A к командам Австралии, Англии, Уэльса и Уругвая. Единственную победу фиджийцы одержали над командой Уругвая, проиграв остальные 3 матча и заняв 4-е место.

## Результаты
| Топ-30 рейтинга на 31 октября 2022                  |                |                |       |
| №                                                   | Подъём/падение | Сборная        | Очки  |
| 1                                                   | ▬              | Ирландия       | 90.03 |
| 2                                                   | ▬              | Франция        | 89.41 |
| 3                                                   | ▬              | ЮАР            | 89    |
| 4                                                   | ▬              | Новая Зеландия | 87.64 |
| 5                                                   | ▬              | Англия         | 86.25 |
| 6                                                   | ▲ 3            | Австралия      | 82.08 |
| 7                                                   | ▬              | Уэльс          | 81.28 |
| 8                                                   | ▬              | Аргентина      | 81.21 |
| 9                                                   | ▼ 3            | Шотландия      | 80.51 |
| 10                                                  | ▬              | Япония         | 77.39 |
| 11                                                  | ▬              | Самоа          | 75.75 |
| 12                                                  | ▬              | Фиджи          | 75.08 |
| 13                                                  | ▬              | Грузия         | 74.51 |
| 14                                                  | ▬              | Италия         | 73.29 |
| 15                                                  | ▬              | Испания        | 69.27 |
| 16                                                  | ▬              | Тонга          | 67.79 |
| 17                                                  | ▬              | Румыния        | 66.33 |
| 18                                                  | ▬              | Уругвай        | 65.97 |
| 19                                                  | ▬              | США            | 65.17 |
| 20                                                  | ▬              | Португалия     | 65.08 |
| 21                                                  | ▬              | Чили           | 61.24 |
| 22                                                  | ▬              | Гонконг        | 61.03 |
| 23                                                  | ▬              | Канада         | 60.99 |
| 24                                                  | ▬              | Намибия        | 60.56 |
| 25                                                  | ▬              | Россия         | 58.06 |
| 26                                                  | ▬              | Бельгия        | 55.97 |
| 27                                                  | ▬              | Бразилия       | 57.84 |
| 28                                                  | ▬              | Нидерланды     | 53.69 |
| 29                                                  | ▬              | Польша         | 53.03 |
| 30                                                  | ▬              | Германия       | 52.79 |
| Изменение позиции — по сравнению с 26 сентября 2022 |                |                |       |
| Полный список на сайте World Rugby                  |                |                |       |

Таблица всех международных встреч сборной Фиджи по состоянию на 24 июня 2017 года.

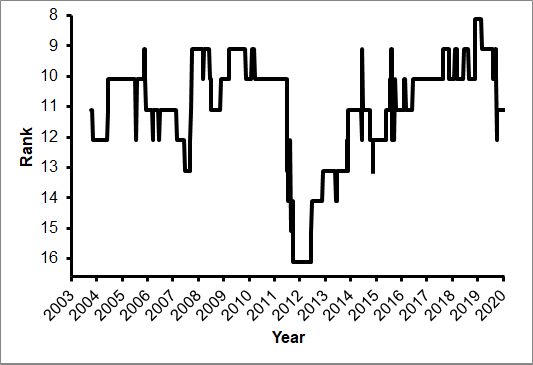
График изменения позиции сборной Фиджи в рейтинге World Rugby с 2003 по 2017 годы.

| Соперник             | Игры | Победы | Поражения | Ничьи | Процент побед |
| -------------------- | ---- | ------ | --------- | ----- | ------------- |
| Австралия            | 21   | 2      | 18        | 1     | 9.52 %        |
| Англия               | 10   | 0      | 10        | 0     | 0 %           |
| Аргентина            | 4    | 1      | 3         | 0     | 25 %          |
| «Барбарианс»         | 2    | 2      | 0         | 0     | 100 %         |
| Бельгия              | 1    | 1      | 0         | 0     | 100 %         |
| «Британские львы»    | 1    | 1      | 0         | 0     | 100 %         |
| Гонконг              | 3    | 3      | 0         | 0     | 100 %         |
| Грузия               | 2    | 1      | 1         | 0     | 50 %          |
| Ирландия             | 5    | 0      | 5         | 0     | 0 %           |
| Испания              | 1    | 1      | 0         | 0     | 100 %         |
| Италия               | 11   | 6      | 5         | 0     | 54.55 %       |
| Канада               | 11   | 8      | 3         | 0     | 72.73 %       |
| «Классик Олл Блэкс»  | 1    | 0      | 1         | 0     | 0 %           |
| Намибия              | 2    | 2      | 0         | 0     | 100 %         |
| Ниуэ                 | 1    | 1      | 0         | 0     | 100 %         |
| Новая Зеландия       | 10   | 0      | 10        | 0     | 0 %           |
| Острова Кука         | 2    | 2      | 0         | 0     | 100 %         |
| Папуа — Новая Гвинея | 3    | 3      | 0         | 0     | 100 %         |
| Португалия           | 2    | 2      | 0         | 0     | 100 %         |
| Румыния              | 3    | 2      | 1         | 0     | 66.67 %       |
| Самоа                | 50   | 27     | 20        | 3     | 54 %          |
| Новозеландские Маори | 29   | 7      | 20        | 2     | 24.14 %       |
| Соломоновы Острова   | 2    | 2      | 0         | 0     | 100 %         |
| США                  | 6    | 5      | 1         | 0     | 83.33 %       |
| Тонга                | 89   | 60     | 26        | 3     | 67.42 %       |
| Уругвай              | 2    | 2      | 0         | 0     | 100 %         |
| Уэльс                | 13   | 1      | 11        | 1     | 7.69 %        |
| Франция              | 10   | 0      | 10        | 0     | 0 %           |
| Чили                 | 1    | 1      | 0         | 0     | 100 %         |
| Шотландия            | 9    | 2      | 7         | 0     | 22.22 %       |
| ЮАР                  | 3    | 0      | 3         | 0     | 0 %           |
| Япония               | 17   | 14     | 3         | 0     | 82.35 %       |
| Всего                | 327  | 158    | 159       | 10    | 48.32 %       |

## Тренеры
- Самисони Виривири[англ.] (1989—1991)
- Мели Курисару (?—1996)
- Брэд Джонстоун[англ.] (1996—1999)
- Грег Смит[англ.] (2000—2001)
- Ифереими Тауаке[англ.] (2001—2002, исполняющий обязанности)
- Мак Маккаллион[англ.] (2002—2003)
- Уэйн Пивак[англ.] (2004—2007)
- Иливаси Табуа[англ.] (2007—2009)
- Сэм Домони (2009—2011)
- Иноке Мале[англ.] (2012—2014)
- Джон Макки[англ.] (2015—н.в.)